# Bułynszczyna
Bułynszczyna (biał. Булыншчына; ros. Булынщина, Bułynszczina) – wieś na Białorusi, w obwodzie mińskim, w rejonie dzierżyńskim, w sielsowiecie Stańków.

## Historia
W XIX i w początkach XX w. zaścianek Radcowszczyzna położony w Rosji, w guberni mińskiej, w powiecie mińskim, w gminie Kojdanów.
Po I wojnie światowej pod administracją polską, w Zarządzie Cywilnym Ziem Wschodnich, w okręgu mińskim, w powiecie mińskim, w gminie Kojdanów.
W wyniku postanowień traktatu ryskiego znalazła się w granicach Związku Sowieckiego. W latach 1932–1937 w Polskim Rejonie Narodowym im. Feliksa Dzierżyńskiego. Od 1991 w niepodległej Białorusi.

### Nazwa
W okresie zaborów zaścianek nosił nazwę Radcowszczyzna (ros. Радцовщина, Radcowszczina). Natomiast na początku okresu sowieckiego nazywał się Czachowszczyzna (ros. Чаховщина, Czachowszczina).